# Araneus compsus
Araneus compsus är en spindelart som först beskrevs av Soares och Camargo 1948.  Araneus compsus ingår i släktet Araneus och familjen hjulspindlar. Inga underarter finns listade i Catalogue of Life.